# 新しい王様
『新しい王様』は、TBSテレビと動画配信サービスParaviの共同制作による2019年のテレビドラマ、およびウェブドラマ。

## 概要
プロデュース・脚本・演出は山口雅俊。藤原竜也演じる自由人な実業家・アキバと香川照之演じる投資会社代表・越中がテレビ局の買収を企むという物語であり、元ライブドア社長の堀江貴文と元村上ファンド社長の村上世彰がモデルとされているものの、山口は否定している。
Season1（全8回）はTBS系列で2019年1月8日より1月17日の平日23:56 - 24:26に放送、Season2（全9回）は1月18日〈17日深夜〉よりParaviで独占配信という形をとっていたが、Season2も2月19日〈18日深夜〉より毎週火曜〈月曜深夜〉1:58 - 2:28に地上波で放送されることになった。

## あらすじ

### Season1
アプリ開発者のアキバは、元ゲームセンターを事務所として金策に走る人材派遣会社社長・コウシロウの元に居候していた。アキバはある時、闇金から逃げ延びるために雑居ビルから飛び降りるエイリを目撃し、エイリが走り去った先でもコウシロウと出会ったことで、エイリもこの事務所へ居候生活を始める。アルバイト生活の中、コウシロウの助手としても使われるエイリだが、コウシロウ主催のパーティーに訪れた越中から「君に投資したい」と気に入られてしまう。エイリは自身への投資について思い悩むのだった。
越中から投資を受けたコウシロウのビジネスが軌道に乗り、エイリは居候していた事務所の移転によって追い出されると、住処を提供する越中に襲われる。またも逃亡するエイリだったが、アキバは鍋を食べに連れ出し、一度は逃亡先として頼られたコウシロウも、激怒した越中からエイリの捜索を命令された。しかし、越中は、エイリと出会う以前から親しい女優Aとの関係を探られ始めたため、コウシロウを手先として女優A問題の鎮静化に翻弄される。
越中は、かねてより因縁のあるアキバに勝負を挑み、別々の動機から、共同で中央テレビ買収へと突き進む。アキバらから離れ、看護学校に戻るエイリだったが、闇金の斡旋で風俗業に窶したことが発覚して退学処分となってしまった。

### Season2
コウシロウの事業も順調だったが、アキバの様子から、中央テレビの株価を気にするようになる。中央テレビ買収を仕掛けたアキバと越中は、マスコミに追われて多忙を極めていた。局上層部は買収を阻止すべく奔走する中、有名脚本家の未発表遺稿が発見されたことで、局の株価が上昇。キャストは大手芸能事務所で固めることとなったが、新人の起用も必要との内部反発を受け、新人オーディションも開かれると、退学後にスカウトされたばかりのエイリが助演女優に抜擢された。しかし、局内では、脚本家と懇意であったドラマ部前部長に遺稿を確認させると、偽物だったことまで判明しつつクランクインするも、主演女優の違法薬物による逮捕のために、エイリ自身が主演として持ち上げられてしまう。
主演女優発表後の逮捕だったことで、局の株価が下がることもあったが、ドラマ部前部長の元に本物の遺稿が届けられると、エイリを主演としたドラマ企画が始動した。撮影が始まる中、週刊誌からはエイリの風俗経験の過去が暴かれてしまい、所属する「オフィス桜島」が大手事務所の傘下となることで揉み消された。ドラマが高視聴率を叩き出し、記念パーティーも開催されたが、エイリは桜島元社長やドラマ制作陣に対する自責の念が拭えず、業界を引退することを発表して姿を消す。一方、局買収に動いていた筈の越中は、アキバに対して目的の変化のために局買収から手を引くことを告げ、局買収騒動は終局へと向かっていった。
騒動の裏では、アキバが電話口で越中と会話するうちに聞き耳を立てていたコウシロウが、アキバの制止を聞くこともなくインサイダー取引に手を染めて逮捕されていた。釈放されて事務所に戻るコウシロウだったが、社長椅子に居場所はなく、元ゲームセンターだったかつての事務所に戻ると、アキバとエイリに再会する。買収騒動後、エイリはいよいよ地元へ戻るため去っていき、アキバは相変わらず越中に妙なアプリ開発の話を持ち掛けるのだった。

## 登場人物

### アキバ周辺
秋葉新（アキバ）
演 - 藤原竜也
実業家。アプリ開発者。
コウシロウの事務所に居候しながら、コウシロウの金策には無関心。しかし、地球上から絶滅危惧種のサイがいなくなってしまうことに憂い、億単位の投資は惜しまない。金銭そのものに興味はなく、面白いことを追求し、日本地図の九州部分をアフリカに挿し替えるなど、インターネット上に「誰も傷付かない」デマを流すこともある。
鴨宮コウシロウ
演 - 杉野遥亮
起業家。人材派遣会社・キャスティング社長。
お金持ちになり異性にも囲まれることを夢見て、2千万の金策に奔走。アキバが投資家であり、人脈もあることを知らなかったが、アキバを通じた越中の投資を受けて翻弄。根拠もなく「付加価値」を求め、道行く女性にもルッキズムからくる失言を浴びせる。尚、エイリのことも「B級」と呼称。
三井エイリ
演 - 武田玲奈
元看護学生。
学費のための借金を理由に闇金から逃げ惑い、雑居ビルの外付け階段から飛び降りた先でコウシロウと出会う。アキバと同様にコウシロウの事務所へ居候するが、生真面目にアルバイトに勤しむ。越中に気に入られ、エイリ自身が「投資」を受ける。

### 越中ファンド
越中勲
演 - 香川照之
投資家。投資会社・越中ファンド社長。中国人富裕層の来日を見越したカジノ構想に着手。しかし、この構想に参加する大手銀行支店長の横領発覚や、環境保護団体からの猛抗議、女優A問題の鎮静化に手を焼く。
宮崎
演 - MEGUMI
越中の補佐。越中ファンドNo.2。缶詰工場見学時の消毒室での振る舞いをはじめ、やや越中の扱いにぞんざいさが見られる。
若生
演 - 小関裕太
越中ファンド社員。度々越中から怒鳴られる。

### 中央テレビ
小寺翼
演 - 野波麻帆
中央テレビ報道局記者。元アナウンサー。
アキバとも旧知であり、局内で再会した際には局買収の考えを聞かされる。
西岡英美
演 - 高橋メアリージュン
中央テレビ報道局記者。
度々アキバを取材。アキバと越中の局買収騒動時にも取材した際、使用映像が局側による意図的な編集を疑われる苦情が殺到。西岡自身も編集したものを報道部に提出していたが、再編集されていたことをアキバに謝罪した。尚、この時の映像は、テレビ局の編集を忌むアキバらがシャツを着替えながら取材に応じていたものだった。
迫田
演 - 山中崇
中央テレビ報道局記者。元週刊誌記者。
ユウコ
演 - 真魚
中央テレビ報道局記者。
本山
演 - 相島一之
中央テレビ報道局長。
アカツカサ
演 - 八嶋智人
中央テレビ制作局次長。
麻布の存在を邪険に思い、感情の起伏が激しい。
麻布
演 - 石黒賢
中央テレビ制作局ドラマ部前部長。
人気脚本家の未発表脚本が発見された際、本人と懇意であったことからも、遺稿の真贋を見極めた。
高木
演 - 平栗あつみ
中央テレビ制作局ドラマ部長。
アキバらの局買収に対抗したい上層部やアカツカサの言いなりになり、芸能事務所の思惑にも翻弄される。
サカキ
演 - 尾上寛之
中央テレビ制作局ドラマ部ディレクター。
柏葉
演 - 鶴見辰吾
中央テレビ常務。
塔下
演 - 中丸新将
中央テレビ社長。
タマノイ
中央エンターテインメント副社長。

### 社長
桜島俊平
演 - モロ師岡
老舗芸能事務所・オフィス桜島社長。
街中でスカウトした新人を中央テレビのドラマへと売り出すために度々登場。看護学校通学中のエイリを発見すると、執念で高所から飛び降りてまで再会・スカウトし、女優の道へと誘う。
八代
演 - 嶋田久作
大手芸能事務所・パトリオットプロ社長。
桜島にスカウトされてテレビドラマの主役を勝ち取ったエイリが、闇金に斡旋された風俗業の経験を暴かれた際、オフィス桜島をグループ傘下にすることを条件に火消し。事務職員らにパワハラを行う。
浅草
演 - 伊藤正之
IT会社・ASKSホールディングス社長。
コウシロウ主催のパーティーに参加。アキバとも旧知だった。
村中
演 - 青柳塁斗
汽船会社社長。
コウシロウ主催のパーティーに参加。アキバとも旧知だった。
真鍋
演 - 川野直輝
ゲーム会社社長。
コウシロウ主催のパーティーに参加。アキバとも旧知だった。コウシロウがプロポーズしたサオリを後妻に迎える。
蔵島
演 - 石橋保
会社社長。
コウシロウ主催のパーティーに参加。アキバとも旧知だった。
財田秀吉
演 - 三井善忠
製鉄会社社長。通称は鋼鉄のグランパ。
コウシロウ主催のパーティーに参加。ラサを後妻に迎えたのち、死没。アキバとも旧知だったことから、アキバ・コウシロウ・エイリ共に葬儀へ参列。

### パーティー参加者
女優A
演 - 夏菜
舞台女優。
越中とは親密な関係であり、テレビドラマの主演抜擢を求める。越中との関係が探られる頃、テレビドラマに出演中だったが、主演への熱が冷めつつあった。浅草の後妻となる。
ノーリ
演 - 芦名星
コウシロウの旧友で、主催するパーティーにも顔を出す元グラビアアイドル。やがて、コウシロウのビジネスが軌道にのり、事務所を移転してからは、社員として勤務。キャスティングNo.2。コウシロウの逮捕後、「投資」した越中から社長に任命される。
サオリ
演 - 泉里香
コウシロウの主催するパーティーで出会った女性。コウシロウが事務所を移転した頃、婚約指輪を用意してプロポーズされるが断り、後日、真鍋の後妻となったことが判明。
小室沙良（ラサ）
演 - shiori
財田の後妻。のちに未亡人。

### その他
ムシトリ
演 - 島津健太郎
闇金の男性。体格が良い。Season1の1話から登場。
エイリが逃亡した際、カルロスと共に追った。Season2の最終話では、麦わら帽子の着用などを理由に「ムシトリ」と呼んでいたことが判明。クレジットでは「虫とり」の表記。
カルロス
演 - 吉田カルロス
闇金の男性。細身。Season1の1話から登場。
エイリが逃亡した際、ムシトリと共に追った。エイリのアルバイト先であるカフェの前で取り立てに登場し、エイリを捕まえたのちも風俗店舗で行動を監視したが、またも飛び降りて逃亡される。Season2の最終話では、カルロスっぽさから「カルロス」と呼んでいたことが判明。
鮫島
演 - 山本浩司
週刊誌・週刊太陽記者。
リキ
演 - 水澤紳吾
探偵。
教授
演 - 永野宗典
大学教授。
並木ひかる
演 - ついひじ杏奈
オフィス桜島所属の新人女優。
釜塚薫子
演 - 小林涼子
検察官検事。インサイダー取引のためにコウシロウを取り調べ。
アキコ
演 - 中島ひろ子
銀座の高級クラブ・峰のママ。
越中とつるむ社長仲間たちの行きつけ。テレビ取材もされるが、居合わせたアキバによって悪印象な発言が生放送されてしまった。
寿司屋の主人
演 - 若林豪
寿司屋・笹鮨の主人。
Season1の1話にて、エイリが闇金から逃れたあと、コウシロウとLINEを交換した場所がこの店舗の目の前。その後、この寿司屋で怪我の治療を受け、ちらし寿司を食べていた。Season2の最終話にて、アキバと共に再訪し、主人とも再会。

## スタッフ
- 制作著作 - ヒント、TBSテレビ
- プロデュース・脚本・演出 - 山口雅俊
- 編成 - 橋本孝、中島啓介

## 放送局
Season1
| 放送局                | 放送日時                                                      | 放送期間                                  | 備考   |
| --------------------- | ------------------------------------------------------------- | ----------------------------------------- | ------ |
| TBSテレビ（TBS）      | 平日23:56 - 24:26                                             | 1月8日 - 1月17日                          | キー局 |
| IBC岩手放送（IBC）    | 平日23:56 - 24:26                                             | 1月8日 - 1月17日                          |        |
| テレビユー福島（TUF） | 平日23:56 - 24:26                                             | 1月8日 - 1月17日                          |        |
| 新潟放送（SBS）       | 平日23:56 - 24:26                                             | 1月8日 - 1月17日                          |        |
| 北陸放送（MRO）       | 平日23:56 - 24:26                                             | 1月8日 - 1月17日                          |        |
| 静岡放送（SBS）       | 平日23:56 - 24:26                                             | 1月8日 - 1月17日                          |        |
| 中国放送（RCC）       | 平日23:56 - 24:26                                             | 1月8日 - 1月17日                          |        |
| RKB毎日放送（RKB）    | 平日23:56 - 24:26                                             | 1月8日 - 1月17日                          |        |
| RSK山陽放送（RSK）    | 火曜1:52 - 2:22（月曜深夜）                                   | 1月15日（14日深夜） - 3月12日（11日深夜） |        |
| 北海道放送（HBC）     | 金曜 0:58 - 1:58（木曜深夜）                                  | 4月5日（4日深夜） - 4月26日（25日深夜）   |        |
| 毎日放送（MBS）       | 火曜 00:25 - 02:24（月曜深夜） 月曜 01:25 - 03:25（日曜深夜） | 5月1日（4月30日深夜）・5月6日（5日深夜）  |        |
| テレビ高知（KUTV）    | 平日16:20 - 16:50                                             | 7月1日 -                                  |        |

Season2
| 放送局             | 放送日時                           | 放送期間                                  | 備考   |
| ------------------ | ---------------------------------- | ----------------------------------------- | ------ |
| TBSテレビ（TBS）   | 火曜1:58 - 2:28（月曜深夜）        | 2月19日（18日深夜） - 4月16日（15日深夜） | キー局 |
| RSK山陽放送（RSK） | 火曜1:52 - 2:22（月曜深夜）        | 3月12日（11日深夜） -                     |        |
| 中国放送（RCC）    | 平日0:55 - 1:25（月曜 - 木曜深夜） | 4月2日（1日深夜） -                       |        |
| 北陸放送（MRO）    | 火曜 1:00 - 1:30（月曜深夜）       | 4月30日（29日深夜） - 6月25日（24日深夜） |        |
| 北海道放送（HBC）  | 金曜 0:58 - 1:58（木曜深夜）       | 5月3日（2日深夜） -                       |        |
| IBC岩手放送（IBC） | 土曜 2:35 - 3:05（金曜深夜）       | 7月6日（5日深夜） -                       |        |